# Receptor 5-HT5
El receptor 5-HT 5 (a veces escrito en minúscula, receptor 5-ht5) es un subtipo de receptor 5-HT que se une al neurotransmisor endógeno serotonina (también conocido como 5-hidroxitriptamina o 5-HT). Es un receptor acoplado a proteínas G (GPCR, por sus siglas en inglés). La subfamilia 5-HT5  median la neurotransmisión inhibitoria, aunque se sabe poco de esta familia de receptores por haber sido poco investigados. Debido a la escasez de información sobre estos últimos, se han conocido como receptores de serotonina huérfanos. El más estudiado es el 5-HT5A, que presenta efectos que promueven la memoria y/o antiamnésicos bajo diferentes condiciones. Por su parte, el 5-HT5B solo es funcional en ratones en vista que no se ha demostrado haber sido expresado en humanos.

## Historia
El receptor 5-HT 5 fue descubierto en ratones en 1992, subsecuentemente divididos en receptor 5-HT5A y receptor 5-HT 5B. El receptor 5-HT5A tanto en ratones como en humanos cuenta con 357 aminoácidos y cuyo gen se encuentra en el cromosoma 7.